# Holcomb (Illinois)
Pour les articles homonymes, voir Holcomb.
Holcomb est une communauté incorporée du comté d'Ogle dans l'Illinois.

## Géographie

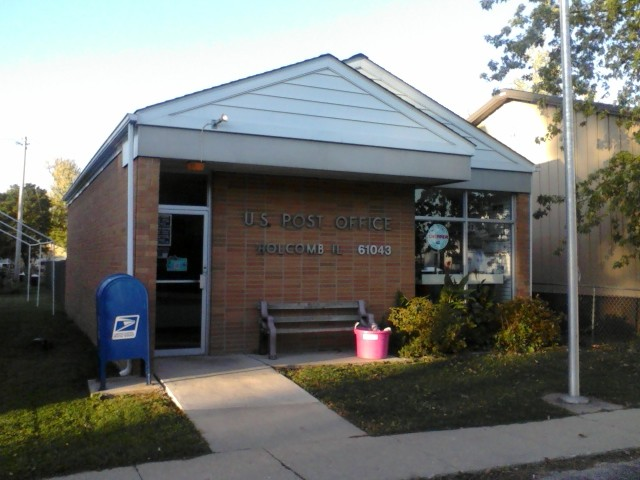
Bureau de poste de Holcomb.

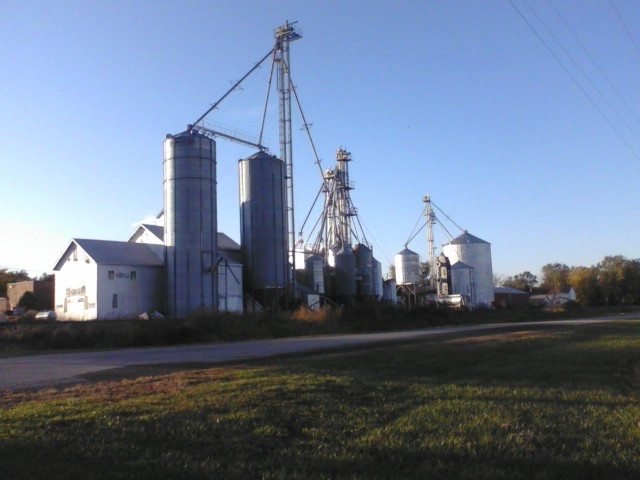
Élévateur à grain à Holcomb.

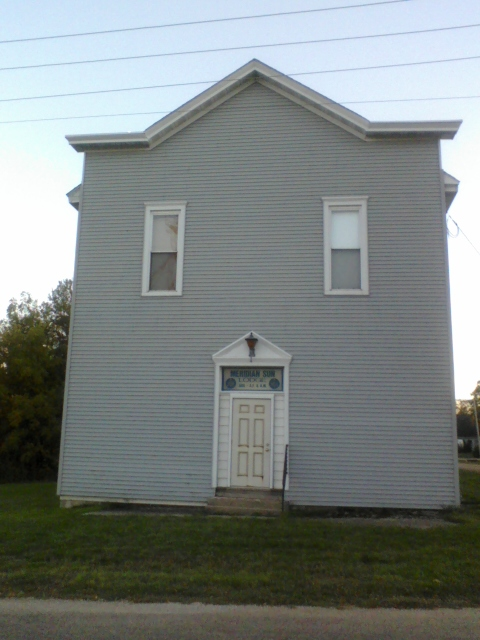
Loge maçonnique de Holcomb.

Holcomb est situé à 4,8 km au sud de Davis Junction. On peut retrouver à Holcomb un bureau de poste. Son code ZIP est 61043. Le village est situé sur la East Holcomb Road et est à 1,6 km de l'Illinois Route 251 (en).
On y retrouve un magasin général qui appartenait à Peter Hastings, converti en résidence, un élévateur à grain, construit par David Sheaffet opéré par West & Bros., une église luthérienne, une taverne, opérée par Perry France et deux maréchals ferrants, aujourd'hui fermés, ainsi que quelques habitations. Il y a aussi un temple maçonnique de la grande loge de l'Illinois, la loge maçonnique #505 Meridian Sun.

## Histoire

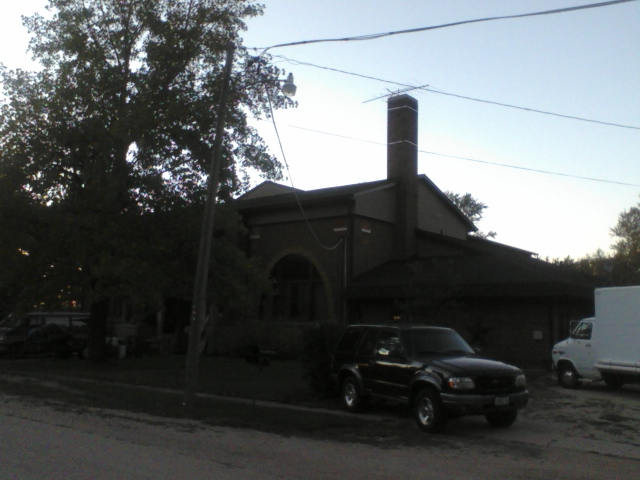
L'ancienne école primaire de Holcomb.

Un village est créé à la fin de la construction de la portion du Chicago, Rockford and Northern Railroad entre les townships de Scott et de White Rock le 15 juillet 1875 par Joseph Sheaff. La même journée, Jacob Goldenbaum y établit lui aussi résidence. Le village est nommé ainsi à cause de William H. Holcomb, qui était secrétaire général de la Chicago & Iowa Railroad et de la Chicago, Burlington & Northern Railway, faisant partie de la Chicago, Burlington and Quincy Railroad, l'entreprise qui a installé la ligne de chemin de fer. Peu après, Sheaff achète une autre parcelle de terre pour l'incorporer à Holcomb. Originellement, le terrain qu'occupe le village avait été enregistré par Phineas Chaney au nom de Sheaff en décembre 1849. La construction du chemin de fer, qui a nui au développement de nombreux villages du comté, a permis le développement rapide d'Holcomb. 
En 1976, pour souligner les 100 ans de Holcomb, une cloche est inaugurée, accompagnée d'une plaque commémorative[réf. nécessaire]. Holcomb avait une école primaire, la Holcomb Carrie Sheaff Grade School, qui avait même reçu une extension dans les années 1950, avant d'être fermée dans les années 2000, puis reconvertie en résidence.